# Catadacus haywardi
Catadacus haywardi är en stekelart som beskrevs av Henry Keith Townes, Jr. 1970. Catadacus haywardi ingår i släktet Catadacus och familjen brokparasitsteklar. Inga underarter finns listade.